# Telli peynir
Il telli peynir è una varietà di formaggio turco della regione di Trebisonda prodotto con latte vaccino.  È di colore giallastro, come il formaggio kashar. Durante la sua produzione il riscaldamento fa allineare le proteine del latte, dando al formaggio l'aspetto di una stringa. È un formaggio a basso contenuto di sale. Esso è generalmente utilizzato nella preparazione del kuymak (un piatto del Mar Nero a base di farina di mais e formaggio), così che viene anche chiamato kuymak peyniri. Viene anche utilizzato per produrre börek e çörek.